# Saint-Augustin, Côte-Nord
Saint-Augustin, på engelska även kallad St. Augustine, är en kommun i provinsen Québec i Kanada. Den ligger i regionen Côte-Nord, i den östra delen av landet, 1 400 km öster om huvudstaden Ottawa.
Kommunen är officiellt tvåspråkig (franska och engelska), med 98 % engelsktalande och 5 % fransktalande (modersmålstalare) vid folkräkningen 2021.